# يوسف إبراهيم (لاعب إسكواش)
يوسف إبراهيم هو لاعب إسكواش مصري، ولد في 2 مارس 1999 في القاهرة في مصر.

## وصلات خارجية
- يوسف إبراهيم على موقع الاتحاد الدولي لمحترفي الاسكواش (مؤرشف) (الإنجليزية)
- يوسف إبراهيم على موقع SquashInfo.com (الإنجليزية)